# بنیتو پروخو
بنیتو پروخو (اسپانیایی: Benito Perojo‎؛ ‏ ۱۴ ژوئن ۱۸۹۴ – ۱۱ نوامبر ۱۹۷۴) کارگردان فیلم و تهیه‌کننده فیلم اهل اسپانیا بود. وی بین سال‌های ۱۹۲۶ تا ۱۹۷۱ میلادی فعالیت می‌کرد.
از فیلم‌ها یا مجموعه‌های تلویزیونی که وی در آن‌ها نقش داشته است، می‌توان به بحران جهانی (۱۹۳۴) اشاره نمود.